# Trio pour piano no 41 de Joseph Haydn
Le Trio pour piano no 41 Hob.XV.31 en mi bémol mineur est un trio pour piano, violon et violoncelle de Joseph Haydn. Le second mouvement était à l'origine une pièce seule pour violon et piano intitulée Jacob's dream composée en 1794 à laquelle il ajouta en 1795 un mouvement lent de trio pour former un opus entier. En 1803 il en envoie une version pour violon et piano à l'épouse du Général Moreau sans préciser l'origine réelle de l'œuvre, ce qui entretint un certain temps une légende sur la prétendue dernière sonate pour violon et piano, en réalité une simple adaptation d'un trio reconstitué près de dix ans auparavant.

## Structure
1. Andante e cantabile
2. Allegro (en mi bémol majeur, à 3/4): Jacob's dream

## Source
- François-René Tranchefort, guide de la musique de chambre, éd. Fayard 1989 p.440  (ISBN 2-213-02403-0)

## Link
- Franz Joseph Haydn - Sonate für Klavier und Violine Hob XV, 31 (Version pour piano et Violon)

- Ressource relative à la musique :   - International Music Score Library Project